# 郁香忍冬
郁香忍冬（学名：Lonicera fragrantissima）是忍冬科忍冬属的植物，是中国的特有植物。分布于中国大陆的安徽、湖北、庐山、河南、河北、武汉、浙江、江西、上海、杭州等地，生长于海拔200米至700米的地区，一般生长在山坡灌丛中，目前尚未由人工引种栽培。

## 别名
四月红（河北内丘）

## 异名
- Lonicera fragrantissima Lindl. et Paxt. ssp. phyllocarpa (Maxim.) Hsu et H. J. Wang
- Lonicera fragrantissima Lindl. et Paxt. ssp. standishii (Carr.) Hsu et H. J. Wang
- Lonicera pseudcproterantha Pamp.
- Lonicera standishii Carr.